# Rödplister
Rödplister (Lamium purpureum) är en ettårig, cirka 30 centimeter hög ört med purpurröda blommor. Unga blad är också purpurfärgade, men blir gröna med tiden. Den röda färgen dröjer kvar längst i spetsarna av bladen. Rödplister förekommer över större delen av Europa och i Asien. Den förekommer även tidvis, som ogräs vid odlad mark, i Nordamerika.